# Vlad Hagiu
Vlad Hagiu (Bucarest, 29 marzo 1963) è un ex pallanuotista e allenatore di pallanuoto rumeno. Con la Dinamo Bucarest vinse nove campionati rumeni e otto Coppe di Romania.